# Ollé Sándor
Ollé Sándor (becenevén: „Sasa”; Tiszaföldvár, 1969. április 17. –) magyar raliversenyző. 1995 óta folyamatos résztvevője a magyar ralibajnokságnak. 2009-ben az "A" csoport és a Szuper 1600-as kategória magyar bajnoka.

## Versenyautói
- Suzuki Swift N1
- Opel Astra Gsi N3
- Ford Escort Cosworth N4
- Subaru Impreza N4
- Suzuki Ignis S1600
- Suzuki Swift S1600
- Ford Fiesta S2000
- Skoda Fabia R5